# Turó de Mainou
El Turó de Mainou és una muntanya de 776 metres que es troba al municipi de la Vall de Bianya, a la comarca catalana de la Garrotxa.